# ジェームス・ボウルズ
ジェームス・ボウルズ（James P. Vowles、1979年6月20日 - ）は、イギリスの自動車技術者である。自動車レースのフォーミュラ1（F1）のエンジニアとしてキャリアを重ねており、2023年からウィリアムズF1のチーム代表を務める。F1のメルセデスチームでレース戦略を担っていたことでも知られている。
日本語では名前の表記揺れが大きく、名は「ジェームス」のほか、「ジェイムズ」、「ジェームズ」、姓は「ボウルズ」のほか、「ボウルス」、「ヴァレス」、「バレス」といった表記が用いられることがある。

## 経歴
1997年にジュネーヴ・インターナショナル・スクールで国際バカロレアを取得し、2000年にイースト・アングリア大学でコンピュータサイエンスの学位を取得し卒業。その後、2001年にクランフィールド大学でモータースポーツ工学・経営学の修士号を取得した（この進学の経緯については別記）。在学中にプロドライブ奨励賞を授与された。

### レースストラテジスト
2001年12月にブリティッシュ・アメリカン・レーシング（BAR / B・A・R）にエンジニアとして加入し、モータースポーツにおけるキャリアをスタートした。
2003年、ボウルズはエンジニアとしての仕事と並行してレース戦略を考える「レースストラテジスト」としての仕事を始めた（経緯は別記）。2007年には、チームからの要請により、専任のストラテジストに就任。
B・A・Rはホンダのフルワークスチーム（2006年 - 2008年）への改組を経て、2009年にブラウンGPとなった。ブラウンGPでレース戦略を任され、チーフストラテジストに任命されたボウルズは、この年の同チームのタイトル獲得に貢献した。2009年イタリアグランプリにて、ブラウンGPは、予選で決勝に使う燃料を多く積む1ストップ作戦により、少ない燃料で2ストップするKERS搭載勢を出し抜き、1-2フィニッシュを達成した。この作戦は、ストラテジストだったボウルズが発案したものである。
翌2010年にチームがメルセデスのワークスチームとなった後も同職に留まり、2019年1月に同チームのレース戦略の責任者であるモータースポーツストラテジーディレクターに就任した。この間、チームは2014年以降の期間で、7年連続のドライバーズチャンピオン、8年連続のコンストラクターズタイトルという目覚ましい業績を挙げ、レース戦略の責任者として、ボウルズは重要な貢献を果たした。

### チーム代表
2023年1月、ウィリアムズのチーム代表に就任することが発表された。前年末でヨースト・カピートが同職を退任したことに伴うもので、これにより、ボウルズはキャリア開始以来20年以上に渡って在籍したチームを去り、ウィリアムズに加入した。
ボウルズが引き継ぐ前年の2022年シーズンにウィリアムズはコンストラクターズランキングで最下位（10位）に沈んでいたが、ボウルズに率いられた初年度にチームはランキング7位に浮上してシーズンを終えた。

## 人物

### 最初のレースストラテジスト
2003年にボウルズはストラテジストとしての仕事を始めた。これはF1において「おそらく最初のレースストラテジストだったと思う」とボウルズは述べている。
この時期にボウルズがそうした役割を担うようになった背景として、当時のレースをとりまく状況があった。1990年代までのF1ではタイヤの劣化（デグラデーション）や燃料搭載量がラップタイムに与える影響（フューエルエフェクト）について、後の時代ほど緻密な計算をしなくても戦うことができ、ピット戦略はレースエンジニアに委ねられていた。しかし、2000年代前半のこの時期にF1でブリヂストンとミシュランの2メーカーがタイヤを供給するようになったことで、デグラデーションや燃料搭載量が及ぼす影響が勝敗を分ける重要な要素となり、（ピット戦略に留まらない）レース戦略が注目されるようになった。
ミシュランが撤退したことで2007年にF1のタイヤはブリヂストンのワンメイク（1社独占供給）となったが、レース戦略の重要性はさらに増していたことから、ボウルズはチームからの打診によりこの年に専任のストラテジストに就任した。その後、他チームでも同じ役割が専属で置かれるようになり、レースストラテジストという職種はF1チームにおいて確立されていった。
ウィリアムズでチーム代表となって以降は、レース戦略には経験に基づいて助言したりするような軽いレベルで関わっている。

### Valtteri, it’s James.
2018年シーズン、ボウルズはメルセデスチームのバルテリ・ボッタスにチームメイトのルイス・ハミルトンをオーバーテイクしないようチームオーダーを何度か出した（主な例は「#外部リンク」を参照）。その際の無線はテレビ中継でも流され、「Valtteri, it’s James.（バルテリ、ジェームスだ。）」というフレーズはミームとなり、ボウルズを有名にした。
まず、7月の第11戦ドイツグランプリで、2番手で走っていたボッタスはセーフティカー明けの接近した状態をチャンスと見て、レースをリードしていたチームメイトのハミルトンをオーバーテイクすべくアタックを仕掛けた。しかし、ボウルズはボッタスにポジションを維持するようチームオーダーを出し、ハミルトンと争うことを禁じた。
このレースでメルセデスチームは地元レースで1-2フィニッシュを果たし、ハミルトンもタイトル争いのライバルだったセバスチャン・ベッテル（このレースはリタイアに終わった）をランキングで逆転しリードを築き、メルセデスチームは（結果だけ見れば）完璧と言ってよいほどの優れた成果を収めた。
続いて、9月の第16戦ロシアグランプリでもそれは繰り返され、ボウルズは同じフレーズを用いてボッタスにハミルトンと争うことを禁じた。どちらのレースもチームは1-2フィニッシュで終えたが、チームオーダーに繰り返し従わされたボッタスは引退を考えるほどに精神的なショックを受け、ボッタスとチームとの関係には溝が生まれることになった。

### ドライバー
ボウルズはF1における仕事の傍ら、イギリスでクラブレースなどでアマチュアドライバーとしてレース参戦を行っている（2022年時点）。
2022年にはアジアン・ル・マン・シリーズにドライバーとして参戦し、マヌエル・マルドナド、ニコライ・カーガードと組んでマクラーレン・720S GT3のステアリングを握った。

### その他のエピソード
- ボウルズは、イースト・アングリア大学では、得意としていた数学とコンピュータサイエンスのふたつを専攻していたが、学業を進める内に、将来就きたい仕事はこれではないと考えるようになった[16][12]。そこで、当時の全てのF1チーム（11チーム）に求職の手紙を送ったが、11通の不採用通知を受け取る結果となった[16][12]。そのことで奮起して、在学中にモータースポーツの経験を積み始め、卒業後すぐにクランフィールド大学[注釈 6]に進学してモータースポーツ工学・経営学の修士号（Motorsport Engineering & Management MSc）を取得し、それがF1キャリアへとつながった[16][12]。

## 栄典
- 2017年 - 名誉博士（イースト・アングリア大学）[23][24]